# Guillaume Warmuz
Guillaume Warmuz est un footballeur français, né le 22 mai 1970 à Saint-Vallier en Saône-et-Loire.
Évoluant au poste de gardien de but, sa carrière est marquée par les succès du Racing Club de Lens à la fin des années 1990. Il a aujourd'hui commencé une carrière d'entraîneur.

## Biographie

### Parcours en club
Formé à l'ES Blanzy dans son département natal, il a comme modèle à cette période Jean-Luc Ettori. Avec Blanzy, il gagne la Coupe de Bourgogne. Il rejoint ensuite l'INF Vichy avec lequel il remporte la Coupe Gambardella en 1988. Après deux ans à l'INF Vichy, il se fait remarquer par Michel Hidalgo qui lui fait rejoindre l'Olympique de Marseille avec un contrat de stagiaire.
Il ne bénéficie pas de temps de jeu dans le pléthorique effectif phocéen où il est dans la hiérarchie des gardiens derrière Gaëtan Huard et Jean Castaneda. Néanmoins une blessure de Gaëtan Huard, la méforme de Castaneda et la non qualification en Coupe d'Europe de Pascal Rousseau recruté en renfort amènent l'encadrement technique marseillais à songer à faire jouer Warmuz en demi-finale de Coupe des clubs champions contre Benfica Lisbonne, ce qui ne se produit finalement pas en raison d'une luxation à une épaule contractée lors d'un entraînement. Il rejoint les rangs du CS Louhans-Cuiseaux en Ligue 2 en 1990 et bénéficie alors d'un contrat professionnel. Après deux saisons à ce niveau, il s'engage au Racing Club de Lens et remplace Bernard Lama parti au Paris Saint-Germain. Warmuz deviendra, au fil des ans, l'un des joueurs emblématiques du club surnommé « Gus » et est l'un des principaux artisans de la montée en puissance du club Sang et Or. En 1993-1994, le RC Lens se signale en Coupe de France en atteignant la demi-finale. Les Lensois sont battus au stade Bollaert par le Montpellier HSC deux buts à zéro. À l'intersaison, le RC Lens domine cette fois les Montpelliérains en finale de la Coupe de la Ligue, une compétition non officielle organisée par la Ligue nationale de football. Warmuz dispute la finale remportée par trois buts à deux par le RC Lens. Il arrête notamment deux penaltys durant le match. La saison suivante, le RC Lens vise une place européenne. Le club termine cinquième du championnat et se qualifie alors pour la Coupe UEFA 1995-1996. Warmuz dispute les 38 matchs de championnat pour la troisième saison consécutive soit depuis son arrivée au club. Il est présent en 1995-1996 lors des qualifications européennes obtenues contre l'Avenir Beggen puis le Tchernomorets Odessa ainsi que lors de l'élimination en huitièmes de finale contre le Slavia Prague où le seul but au terme des rencontres aller-retour est inscrit par Karel Poborský en prolongation. C'est le seul but encaissé par Warmuz dans cette compétition. En championnat, le RC Lens, deuxième provisoire au terme de la vingt-et-unième journée,, finit le championnat à nouveau en cinquième place et se qualifie pour la deuxième année consécutive pour la Coupe UEFA. Cette fois, Warmuz ne dispute pas tous les matchs, il se blesse en effet durant la 36e journée contre Montpellier et doit être remplacé par la doublure Pegguy Arphexad, qui termine la saison. Warmuz, atteint d'une rupture des ligaments du genou droit, est absent huit mois et le club recrute Jean-Claude Nadon à l'intersaison pour compenser cette absence,. De retour à la compétition en cours de la saison 1996-1997, il voit le club terminer cette saison en treizième position du championnat. La saison suivante, il remporte le championnat de France et est finaliste de la Coupe de France. Durant cette saison, Warmuz n'encaisse pas de but entre la 26e et la 33e journée, période charnière qui voit Lens prendre la tête du classement aux dépens du FC Metz.
La saison suivante commence par une défaite le 30 juillet 1998 lors du Trophée des champions contre le Paris Saint-Germain (1-0), match où Warmuz est le capitaine lensois. Il découvre ensuite avec le club la Ligue des champions de l'UEFA. Le tirage au sort amène Lens à affronter Arsenal, Panathinaïkos et le Dynamo Kiev,,. Warmuz dispute les six matchs du RC Lens dans cette compétition dont notamment la victoire à l'extérieur contre Arsenal au stade de Wembley qu'il déclare en 2002 être son meilleur souvenir. Le dernier match, disputé à Lens, peut permettre au club français de se qualifier en cas de victoire contre le Dynamo Kiev. Le club lensois est battu trois buts à un et est éliminé, Kiev se qualifiant pour les quarts de finale. Pour la deuxième année consécutive, Warmuz et le RC Lens jouent une finale de coupe au stade de France mais cette fois en Coupe de la Ligue. Le RC Lens retrouve son rival du championnat de la saison précédente, le FC Metz, et remporte le match un but à zéro sur un but de Daniel Moreira,.
Guillaume Warmuz traverse une grave crise de confiance à l'automne 2002. Après quelques grossières erreurs en championnat et en Coupe d'Europe, il décide de mettre sa carrière entre parenthèses et de quitter le RC Lens. Pour son dernier match pour le RC Lens, le 28 Novembre 2002, il vit un cauchemar sur la pelouse du FC Porto en faisant 2 erreurs grossières face à Helder Postiga en première mi-temps, permettant à l'attaquant portugais de s'offrir un doublé, Lens s'inclinera 3-0 et sera éliminé de la Coupe de l'UEFA, malgré une victoire 1-0 au match retour à Bollaert, au cours duquel Joël Muller titularisera sa doublure Charles Itandje, qui s'imposera ensuite comme gardien titulaire. Quelques semaines plus tard, il rebondit en intégrant la colonie française d'Arsenal en tant que gardien suppléant. Puis, en 2003, il rejoint le Borussia Dortmund, où après avoir gagné sa place de titulaire au cours de la première année, il se retrouve relégué sur le banc de touche la deuxième année par le jeune Roman Weidenfeller.
Cela le conduit à revenir en France, en tant que doublure de Flavio Roma à l'AS Monaco. La blessure du gardien italien le conduira néanmoins à jouer de nombreux matchs avant qu'une grave blessure au genou ne l'arrête à son tour en mars 2006. En fin de contrat avec Monaco et victime de blessures à répétition au genou avec deux opérations en mars puis novembre 2006, il arrête finalement sa carrière à 37 ans, à l'issue de la saison 2006-2007.
En 2022, le magazine So Foot le classe dans le top 1000 des meilleurs joueurs du championnat de France, à la 295e place.

### Carrière en sélection
Guillaume Warmuz obtient 11 sélections en équipe de France espoirs. Considéré ensuite comme l'un des meilleurs gardiens de but de France (malgré des sélections en équipe de France A' (3 sélections), il n'a toutefois jamais été appelé chez les A. À ce propos, Warmuz déclara dans un entretien fleuve accordé au site internet Hors Format' : "Très sincèrement, je n’ai pas de regret. Je n’ai pas ce regret. Je ne peux pas dire aujourd’hui que je suis frustré par rapport à l’équipe de France. Bien sûr, j’aurais aimé être à la place de Lionel (NDLR : Charbonnier, troisième gardien lors de la Coupe du monde) en 98. Mais des choix ont été faits et il faut reconnaître que les gardiens qui étaient devant moi étaient meilleurs, c’est tout. J’ai tout donné, j’ai toujours travaillé dur, je suis revenu de loin, j’étais l’une des valeurs sûres du championnat à mon poste, mais ce n’était pas suffisant. Que dire de plus ? Il faut savoir accepter le fait que les joueurs en place étaient plus forts".

### Sa reconversion
Le 18 février 2008, Guillaume Warmuz s'engage en tant que directeur sportif avec Gueugnon, alors en grande difficulté en Ligue 2. Le club de son département natal Saône-et-Loire est en effet dernier de L2, à neuf points du premier non-relégable. Après seulement huit jours, le 26 février 2008, il renonce à sa mission. Guillaume Warmuz est, à compter de début 2008, avec Serge Romano et Emmanuel Desgeorges, l'entraîneur de l'UNFP. Il est également consultant dans l'émission de Canal+ Sport « le 11 d'Europe » et s'occupe particulièrement de la Bundesliga.
En 2009, il décroche le Brevet d'État d'éducateur sportif 2 spécifique. Lors de l'été 2012, il signe un contrat avec l'AJ Auxerre, où il retrouve Jean-Guy Wallemme. Il occupe le poste d'entraîneur des gardiens. En février 2017, il est contacté par le club de l'AS Beaune pour devenir entraîneur. Le club est alors en Division d'Honneur Bourgogne. Le 1er juin 2017, il est nommé entraineur et Manager Général du Football Club Montceau Bourgogne, club de CFA (Nationale 2 pour la saison prochaine). Le 10 novembre 2019, il joue un match de Départementale 3 de Saône-et-Loire avec l'Association Sportive Mellecey-Mercurey,. Entraîneur des gardiens au sein de l'UF Mâconnais (UFM) à partir de 2021 puis manager général, il quitte le club en décembre 2023.

## En dehors des terrains
Guillaume Warmuz est en 2001 élu conseiller municipal de Wanquetin. Catholique et oblat bénédictin, il est aussi aumônier à partir de 2010 près de Montceau-les-Mines, en Saône-et-Loire. Il est conseiller municipal de Saint-Léger-sur-Dheune de 2014 à 2020.

## Carrière
Guillaume Warmuz dispute un total de 572 matchs dont 14 dans des sélections nationales,. Avec 351 matchs de championnat de France avec le Racing Club de Lens, il est le troisième joueur ayant le plus évolué à ce niveau avec ce club derrière Éric Sikora (434) et Bernard Placzek (377).
Le tableau ci-dessous résume les statistiques en match officiel de Guillaume Warmuz durant sa carrière de joueur professionnel,.
| Saison                | Club                   | Championnat           | Championnat | Championnat | Coupe(s) nationale(s) | Coupe(s) nationale(s) | Supercoupe | Supercoupe | Compétition(s) continentale(s) | Compétition(s) continentale(s) | Compétition(s) continentale(s) | Sélection      | Sélection | Sélection | Total | Total |
| Saison                | Club                   | Division              | M.          | B.          | M.                    | B.                    | M.         | B.         | Comp.                          | M.                             | B.                             | Équipe         | M.        | B.        | M.    | B.    |
| 1989-1990             | Olympique de Marseille | Division 1            | 0           | 0           | -                     | -                     | -          | -          | -                              | -                              | -                              | -              | -         | -         | 0     | 0     |
| 1990-1991             | CS Louhans-Cuiseaux    | Division 2            | 34          | 0           | -                     | -                     | -          | -          | -                              | -                              | -                              | France espoirs | 7         | 0         | 41    | 0     |
| 1991-1992             | CS Louhans-Cuiseaux    | Division 2            | 32          | 0           | -                     | -                     | -          | -          | -                              | -                              | -                              | France espoirs | 4         | 0         | 36    | 0     |
| 1992-1993             | RC Lens                | Division 1            | 38          | 0           | 3                     | 0                     | -          | -          | -                              | -                              | -                              | France A'      | 1         | 0         | 42    | 0     |
| 1993-1994             | RC Lens                | Division 1            | 38          | 0           | 5                     | 0                     | -          | -          | -                              | -                              | -                              | France A'      | 2         | 0         | 45    | 0     |
| 1994-1995             | RC Lens                | Division 1            | 38          | 0           | 4                     | 0                     | -          | -          | -                              | -                              | -                              | -              | -         | -         | 42    | 0     |
| 1995-1996             | RC Lens                | Division 1            | 36          | 0           | 2                     | 0                     | -          | -          | C3                             | 6                              | 0                              | -              | -         | -         | 44    | 0     |
| 1996-1997             | RC Lens                | Division 1            | 17          | 0           | 5                     | 0                     | -          | -          | -                              | -                              | -                              | -              | -         | -         | 22    | 0     |
| 1997-1998             | RC Lens                | Division 1            | 34          | 0           | 8                     | 0                     | -          | -          | -                              | -                              | -                              | -              | -         | -         | 42    | 0     |
| 1998-1999             | RC Lens                | Division 1            | 34          | 0           | 8                     | 0                     | 1          | 0          | C1                             | 6                              | 0                              | -              | -         | -         | 49    | 0     |
| 1999-2000             | RC Lens                | Division 1            | 32          | 0           | 2                     | 0                     | -          | -          | C3                             | 12                             | 0                              | -              | -         | -         | 46    | 0     |
| 2000-2001             | RC Lens                | Division 1            | 34          | 0           | 3                     | 0                     | -          | -          | Int                            | 1                              | 0                              | -              | -         | -         | 38    | 0     |
| 2001-2002             | RC Lens                | Division 1            | 34          | 0           | 3                     | 0                     | -          | -          | -                              | -                              | -                              | -              | -         | -         | 37    | 0     |
| 2002-2003             | RC Lens                | Ligue 1               | 16          | 0           | -                     | -                     | -          | -          | C1+C3                          | 6+1                            | 0                              | -              | -         | -         | 23    | 0     |
| 2002-2003             | Arsenal FC             | Premier League        | -           | -           | -                     | -                     | -          | -          | -                              | -                              | -                              | -              | -         | -         | 0     | 0     |
| 2003-2004             | Borussia Dortmund      | Bundesliga            | 17          | 0           | -                     | -                     | -          | -          | -                              | -                              | -                              | -              | -         | -         | 17    | 0     |
| 2004-2005             | Borussia Dortmund      | Bundesliga            | 8           | 0           | 2                     | 0                     | -          | -          | Int                            | 2                              | 0                              | -              | -         | -         | 12    | 0     |
| 2005-2006             | AS Monaco              | Ligue 1               | 23          | 0           | 6                     | 0                     | -          | -          | C1+C3                          | 1+7                            | 0                              | -              | -         | -         | 37    | 0     |
| 2006-2007             | AS Monaco              | Ligue 1               | -           | -           | -                     | -                     | -          | -          | -                              | -                              | -                              | -              | -         | -         | 0     | 0     |
| Total sur la carrière | Total sur la carrière  | Total sur la carrière | 465         | 0           | 51                    | 0                     | 1          | 0          | -                              | 41                             | 0                              | -              | 14        | 0         | 572   | 0     |

## Palmarès
Durant les catégories de jeunes, Guillaume Warmuz, sous les couleurs de l'INF Vichy, est vainqueur de la Coupe Gambardella en 1988. Une fois passé professionnel, son palmarès se construit pendant son passage au Racing Club de Lens. Il remporte en 1994 la Coupe d'été. En 1998, Warmuz est champion de France et finaliste de la Coupe de France. Finaliste du Trophée des champions 1998, il est ensuite lauréat de la Coupe de la Ligue 1998-1999. Demi-finaliste de la Coupe UEFA 1999-2000, il est également vice-champion de France en 2001-2002.

## Sources, bibliographie